# Clint Hill
Clinton J. Hill (Larimore, Dakota del Norte, 4 de enero de 1932-Belvedere, California, 21 de febrero de 2025) fue un guardaspaldas y agente de inteligencia estadounidense. Miembro del USSS, formaba parte del dispositivo de seguridad del presidente Kennedy el día en éste fue asesinado. Después de que una bala impactase en la cabeza del presidente, Hill saltó a la parte trasera del vehículo, mientras éste aceleraba rumbo al Hospital Parkland Memorial. 
Hill se había unido al servicio en la oficina de Denver en 1958. Tras la elección de Kennedy como presidente, fue asignado a la protección de la primera dama, Jacqueline Kennedy. Hill adquirió notoriedad nacional a partir del 22 de noviembre de 1963.
Hill continuó encargado de la protección de la señora Kennedy hasta las elecciones presidenciales de 1964. En aquel momento fue nombrado responsable de la seguridad del nuevo presidente, Lyndon B. Johnson, en la Casa Blanca. En 1967, cuando Johnson seguía en el cargo, Hill se convirtió en Agente Especial en Cargo (SAIC) de la protección presidencial. Durante el mandato de Richard Nixon pasó a proteger al vicepresidente Agnew, y finalmente fue nombrado para la protección total del Asistente de Dirección del servicio secreto en sus oficinas. Hill se retiró en 1975.

## El fatídico día del viernes 22 de noviembre de 1963

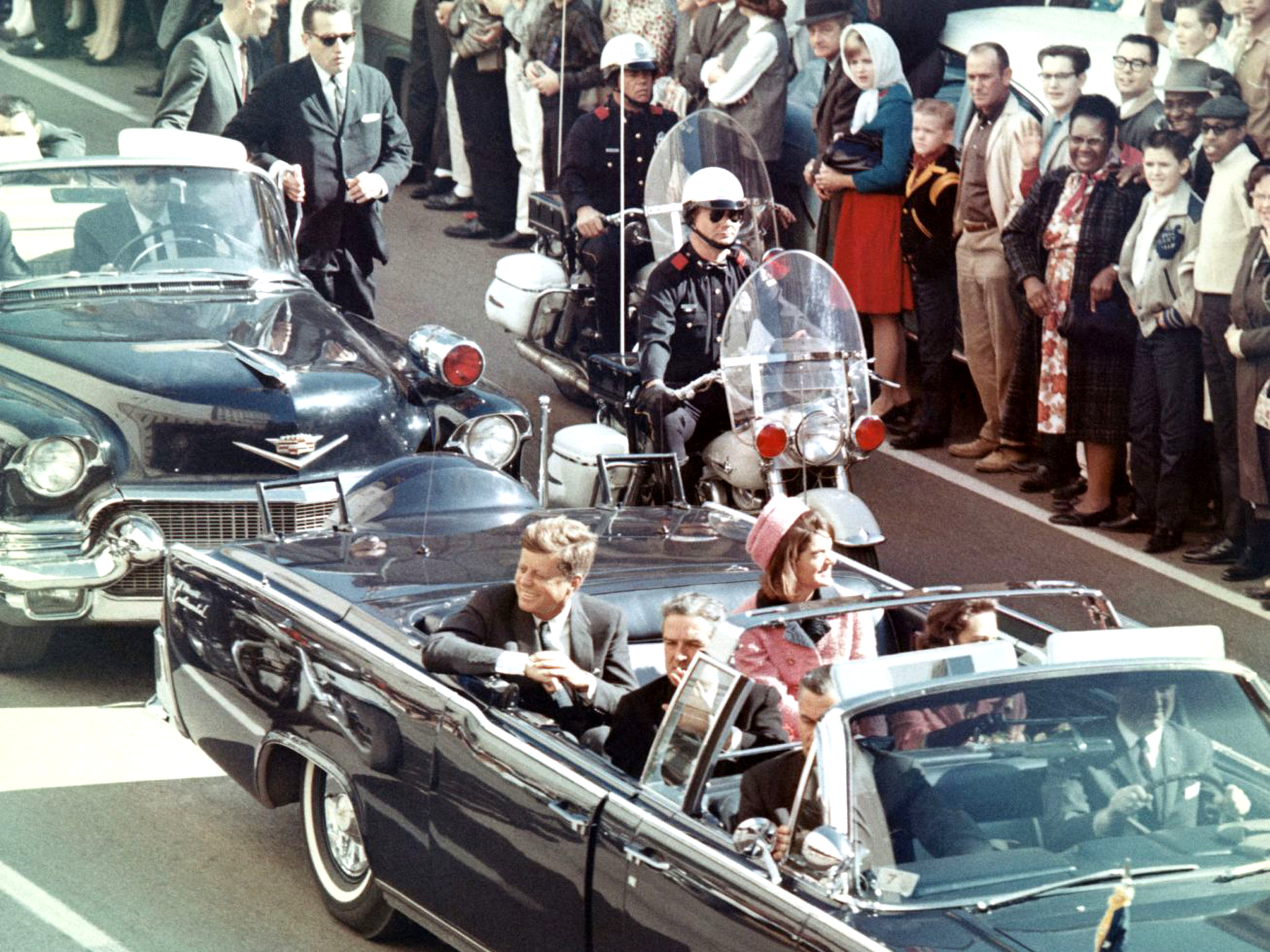
Imagen del presidente Kennedy en la limusina en Dallas, Texas, en Main Street, minutos antes del asesinato. También en la limusina presidencial están Jackie Kennedy, el gobernador de Texas, John Connally, y su esposa, Nellie.

El asesinato de Kennedy ocurrió en la Plaza Dealey de Dallas (Texas), mientras la comitiva estaba en su ruta hacia la cámara de comercio de la ciudad. El presidente y su esposa iban en una limusina abierta de tres filas de asientos. Los Kennedy ocupaban la última fila de asientos, y el Gobernador de Texas, John Connally, y su mujer, Nellie Conally iban delante de ellos. El agente del servicio secreto William Greer conducía el vehículo, y el guardaespaldas del presidente, Roy Kellerman iba sentado en el asiento del acompañante.
Hill iba en un coche, siguiendo la limusina del presidente. En cuanto comenzó el tiroteo, saltó del vehículo y corrió hacia la limusina, intentando adelantarla, con la intención de subirse al coche desde el lado y arrastrarse hacia la parte trasera, donde el malherido presidente y su aterrada esposa se encontraban. Hill se agarró a un pequeño reborde de la carrocería, que normalmente utilizaban los guardaespaldas para sostenerse en el coche en movimiento. Entonces oyó el segundo disparo y vio volar un pedazo del cráneo del presidente. El conductor comenzó entonces a acelerar, haciendo que Hill, que estaba saltando para subirse, perdiese pie. Hill volvió a dar un segundo salto, y esta vez sí logró encaramarse a la parte trasera del coche, que aceleraba rápidamente.
Una vez allí vio a Jacqueline Kennedy —quien aparentemente estaba en estado de shock— que intentaba recuperar lo que aparentemente era un pedazo de la cabeza del presidente que había salido despedido con el impacto. El agente Hill gateó hacia su posición y devolvió a la primera dama a su asiento. Entonces interpuso su cuerpo sobre el presidente y su esposa. Entretanto, en la fila central de asientos de la limusina la señora Connally había echado para atrás uno de los asientos reclinables, para dejar en posición de prono a su marido, también herido.
El agente Kellerman, en el asiento delantero derecho del coche, ordenó mediante el circuito cerrado de radio al vehículo que encabezaba la comitiva:"¡Al hospital más cercano, aprisa!". Hill gritaba todo lo fuerte que podía:"¡Al hospital, al hospital!".
Según el coche se dirigía hacia el hospital, Hill mantuvo su posición cubriendo a la pareja con su cuerpo, mientras observaba al presidente mortalmente herido. El agente Hill testificaría más adelante:

La parte derecha de su cabeza había desaparecido. Estaba desparramada en el asiento trasero del coche. Su cerebro estaba al aire. Había sangre y pedazos de cerebro en toda la parte trasera del coche... La señora Kennedy estaba completamente cubierta de sangre. Había tanta sangre que no podías decir si había otras heridas o no, excepto por la enorme herida en la parte derecha de la cabeza.

La limusina salió rápidamente de la Plaza Dealey y aceleró hacia el hospital Parkland Memorial (que estaba a unos pocos minutos), seguida por otros vehículos de la comitiva.
Aunque el servicio secreto quedó muy afectado por los errores que impidieron proteger la vida del presidente Kennedy, prácticamente todo el mundo valoró la rápida y valerosa acción de Hill como sin tacha. Fue honrado en una ceremonia en Washington unos días después del funeral del presidente. Jacqueline Kennedy, seriamente afectada, hizo una aparición excepcional en ese acto para agradecerle personalmente su actuación.

## Tras el asesinato
En una entrevista que fuese realizada en 1975 con el bastante conocido periodista estadounidense Mike Wallace, el cual conducía el prestigioso programa televisivo 60 Minutes, el propio Hill terminó afirmando que si hubiese alcanzado un segundo antes podría haber recibido ese tercer disparo y sentía un profundo arrepentimiento por no haber sido capaz de llegar a tiempo.

## Posteriores apariciones en la ficción
En el episodio "Lee Harvey Oswald" del programa televisivo  "Quantum Leap", Sam Beckett aparece saltando en Clint Hill unos instantes antes de que el asesinato tenga lugar. De ese modo, es "él" quien alcanza la limusina del presidente, de la que solo desciende tras su llegada al hospital.
El personaje de Clint Eastwood en la película En la línea de fuego está inspirado en Clint Hill.
Clint Hill aparece en Watchmen durante los créditos.